# Audi S4
Audi S4 – sportowa odmiana Audi A4 produkowana w latach 1997–2024. Pierwotnie nazwy użyto już w 1991 roku jako Audi S4 (C4).

## Pierwsza generacja

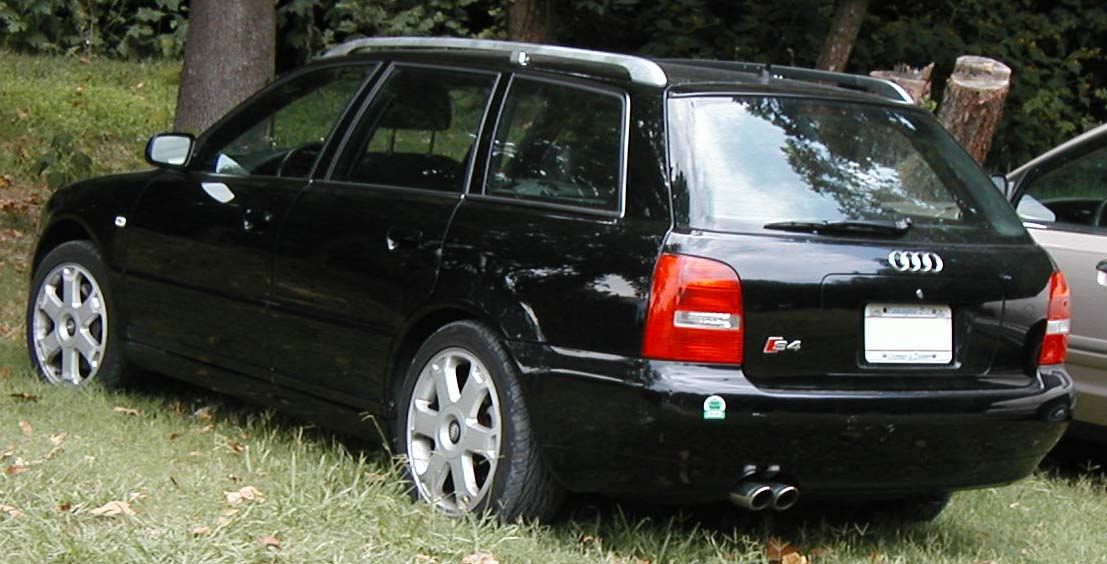
Tył S4 Avant

Audi S4 B5 wprowadzono do sprzedaży w 1997 roku. Wersja S4 była pierwszą sportową wersją popularnego Audi A4. Wersja ta występowała podobnie jak poprzednik w wersji sedan i wersji kombi (Avant).

### Dane techniczne

#### Silnik
- V6 2,7 l (2671 cm³), 5 zaworów na cylinder, DOHC, bi-turbo
- Układ zasilania: wtrysk SFi
- Średnica cylindra × skok tłoka: 81,00 × 86,40 mm
- Stopień sprężania: 9,3:1
- Moc maksymalna: 265 KM (195 kW) przy 5800 obr./min
- Maksymalny moment obrotowy: 400 N·m przy 1850-3600 obr./min

#### Osiągi
- Przyspieszenie 0-80 km/h: 2,8 s
- Przyspieszenie 0–100 km/h: 5,7 s
- Przyspieszenie 0–160 km/h: 11,8 s
- Czas przejazdu pierwszych 400 m: 14,6 s
- Czas przejazdu pierwszego kilometra: 19,3 s
- Prędkość maksymalna: 250 km/h

## Druga generacja

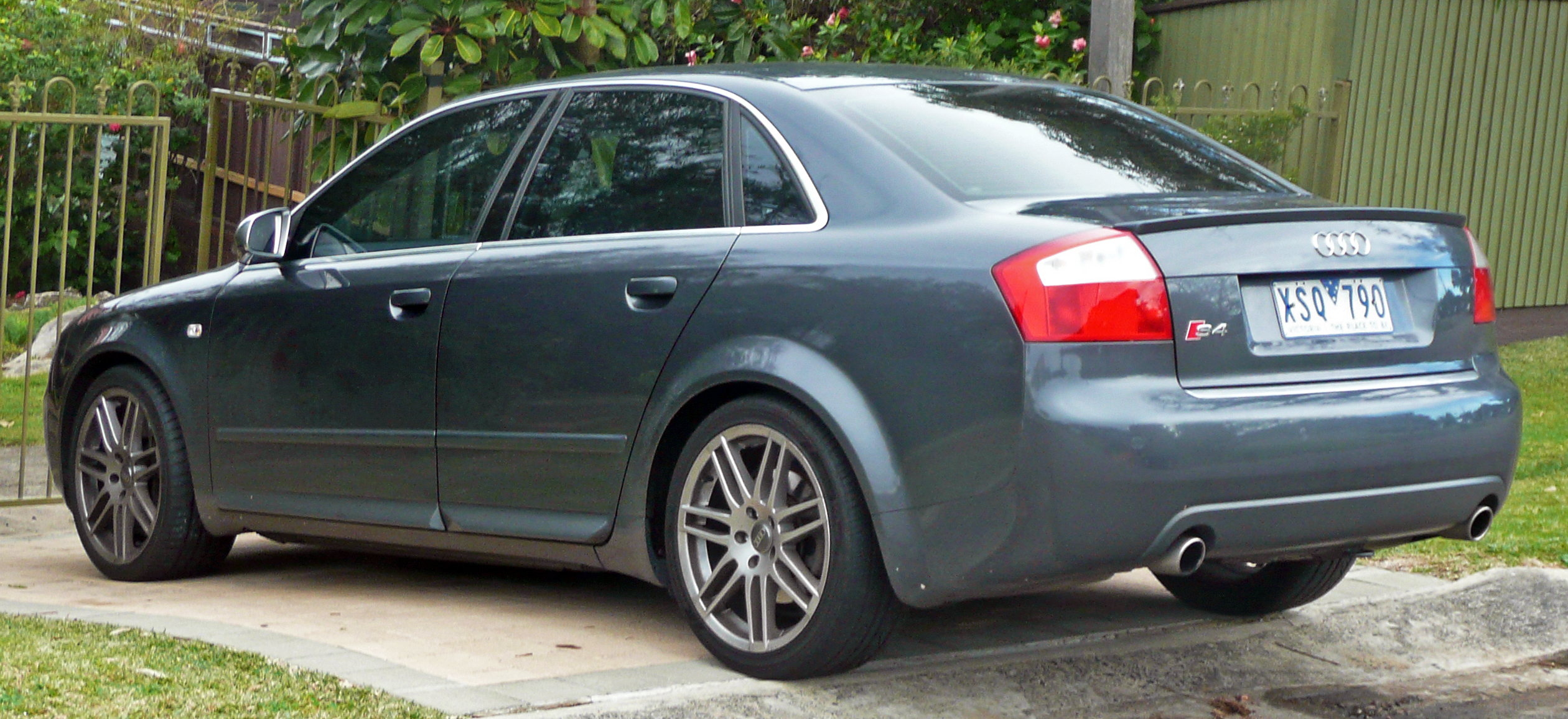
Tył S4 B6

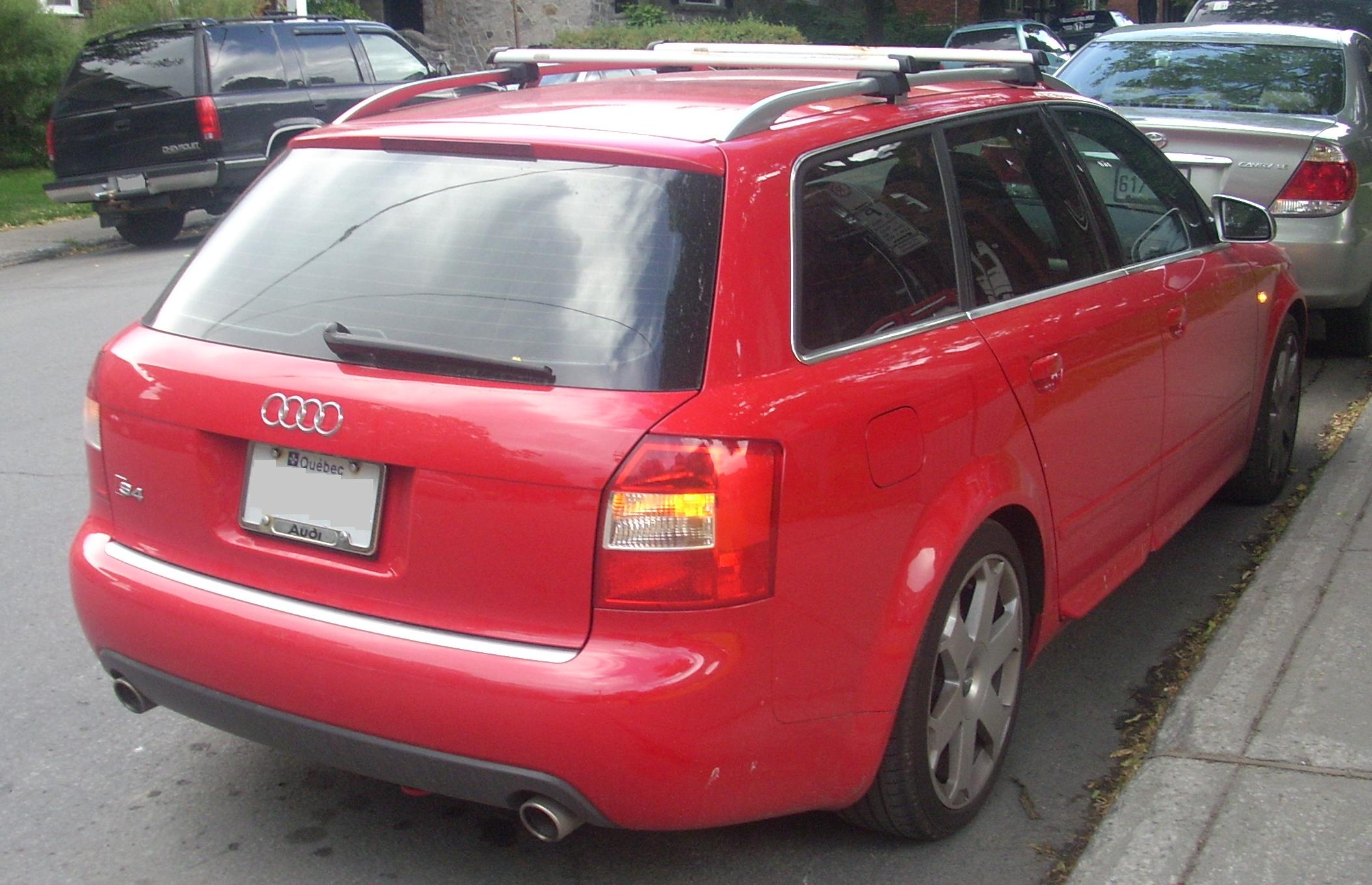
Tył S4 B6 Avant

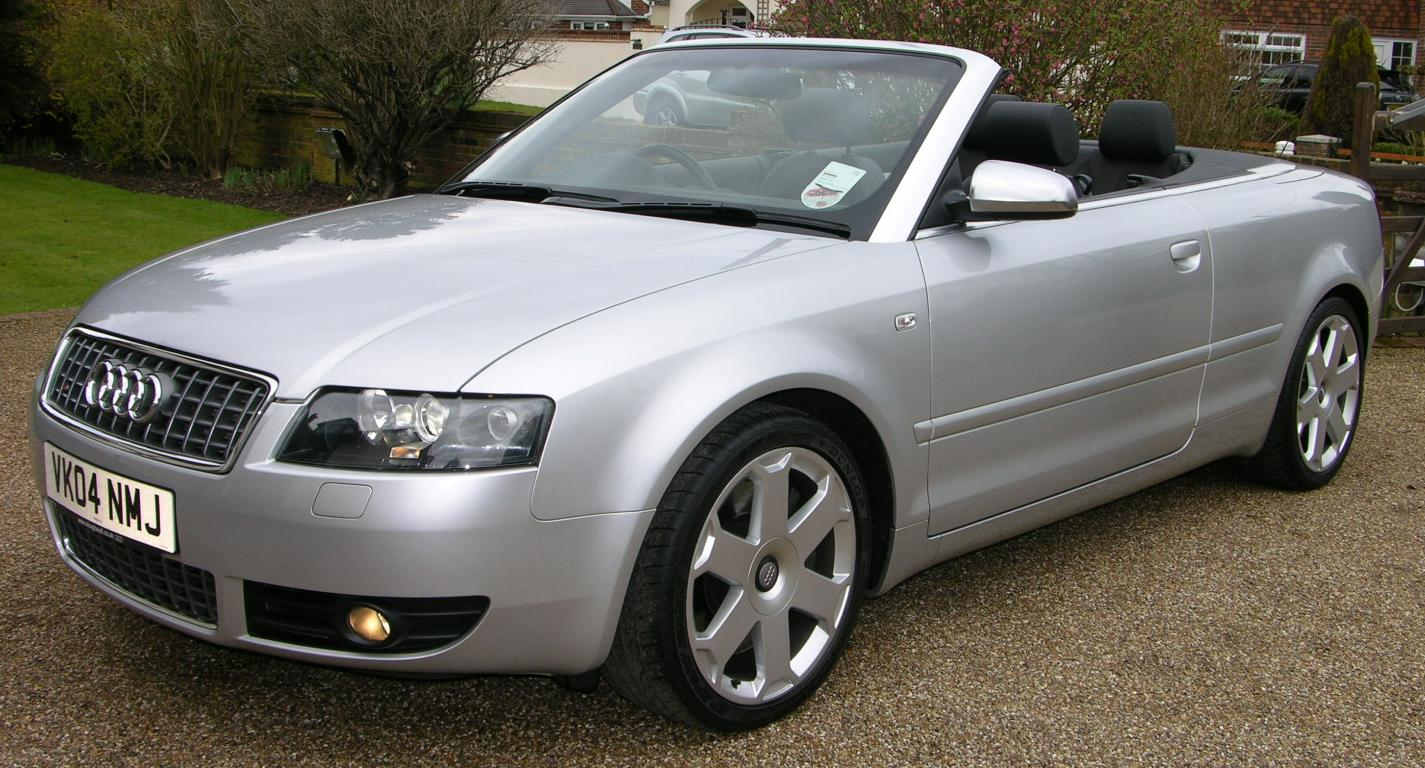
Audi S4 cabrio

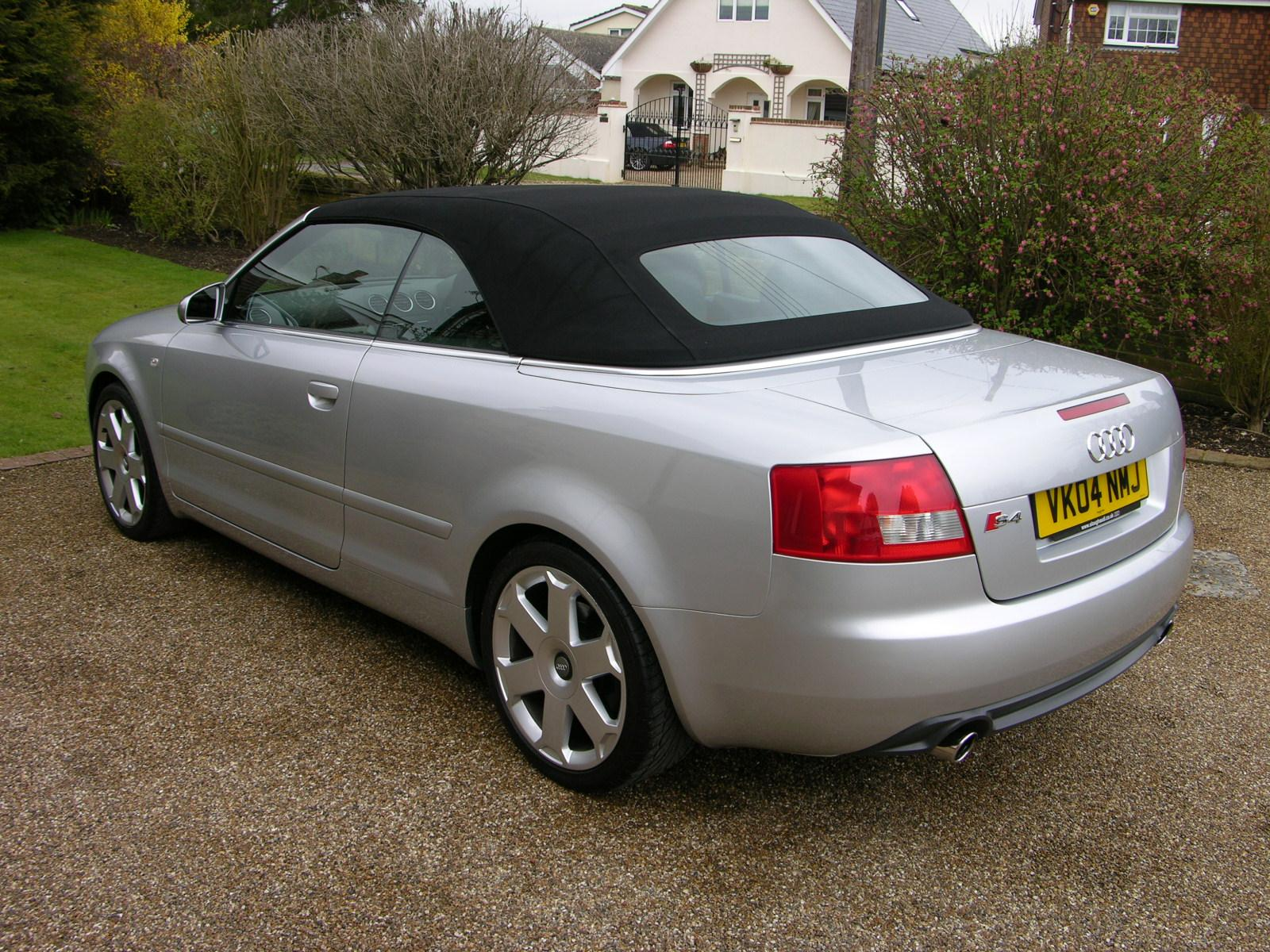
Tył S4 cabrio

Audi S4 B6 wprowadzono do sprzedaży w 2003 roku. Początkowo samochód dostępny był jako 4-drzwiowy sedan oraz 5-drzwiowe kombi. W 2004 roku wprowadzono do oferty wersję kabriolet.

### Dane techniczne

#### Silnik
- V8 4,2 l (4163 cm³), 5 zaworów na cylinder, 2xDOHC
- Układ zasilania: wtrysk Bo Mot
- Średnica cylindra × skok tłoka: 84,50 × 92,80 mm
- Stopień sprężania: 11,0:1
- Moc maksymalna: 344 KM (253 kW) przy 7000 obr./min
- Maksymalny moment obrotowy: 410 N·m przy 3500 obr./min

#### Osiągi
- Przyspieszenie 0–100 km/h: 5,6 s
- Prędkość maksymalna: 250 km/h

## Trzecia generacja

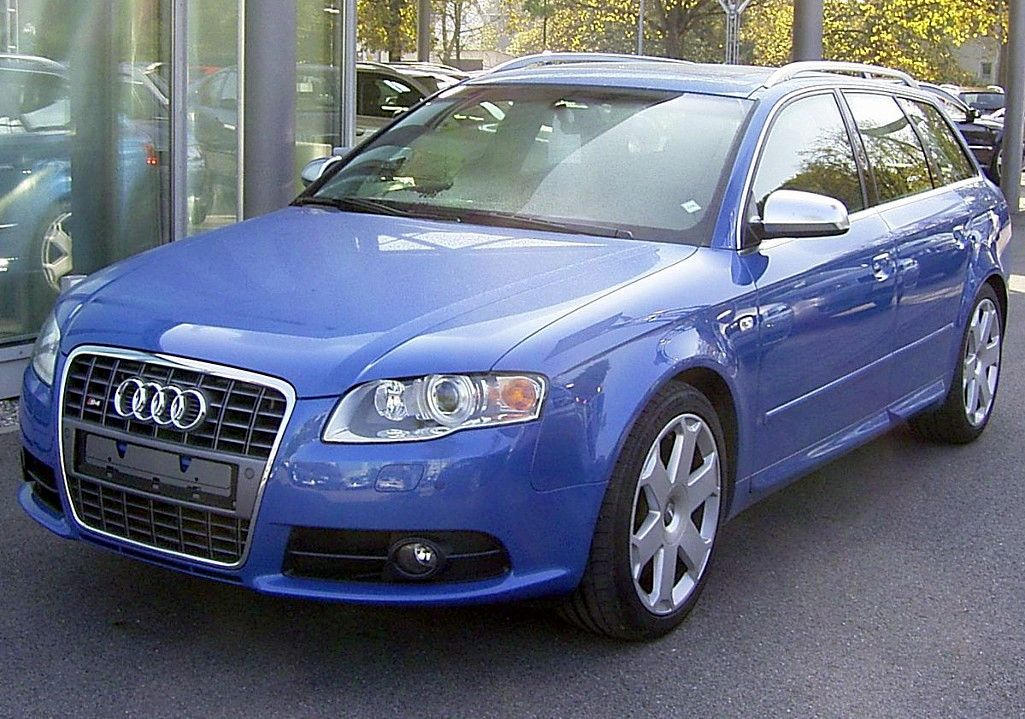
Audi S4 B7 Avant

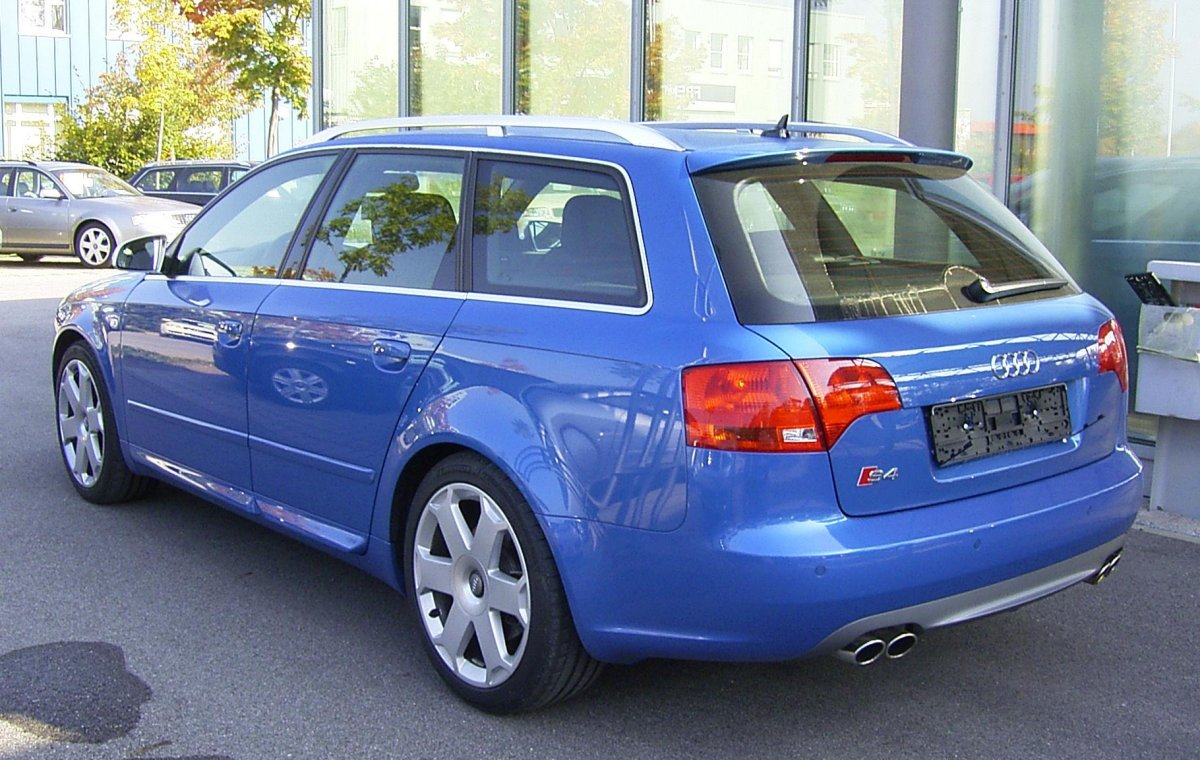
Tył S4 B7 Avant

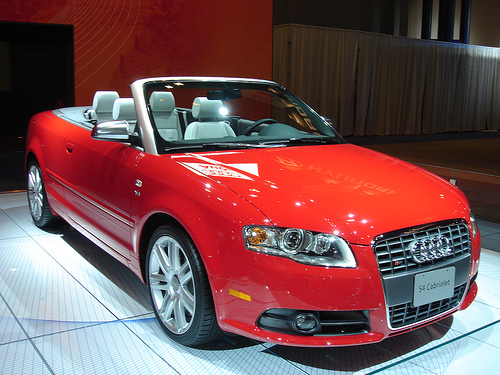
Audi S4 B7 cabrio

Audi S4 B7 wprowadzono do sprzedaży w 2004 roku. Początkowo samochód dostępny był jako 4-drzwiowy sedan oraz 5-drzwiowe kombi. W 2006 roku wprowadzono do oferty wersję kabriolet.

### Dane techniczne

#### Silnik
- V8 4,2 l (4163 cm³), 5 zaworów na cylinder, 2xDOHC
- Układ zasilania: wtrysk Bo Mot
- Średnica cylindra × skok tłoka: 84,50 × 92,80 mm
- Stopień sprężania: 11,0:1
- Moc maksymalna: 344 KM (253 kW) przy 7000 obr./min
- Maksymalny moment obrotowy: 410 N·m przy 3500 obr./min

#### Osiągi
- Przyspieszenie 0–100 km/h: 5,6 s
- Prędkość maksymalna: 250 km/h

## Czwarta generacja

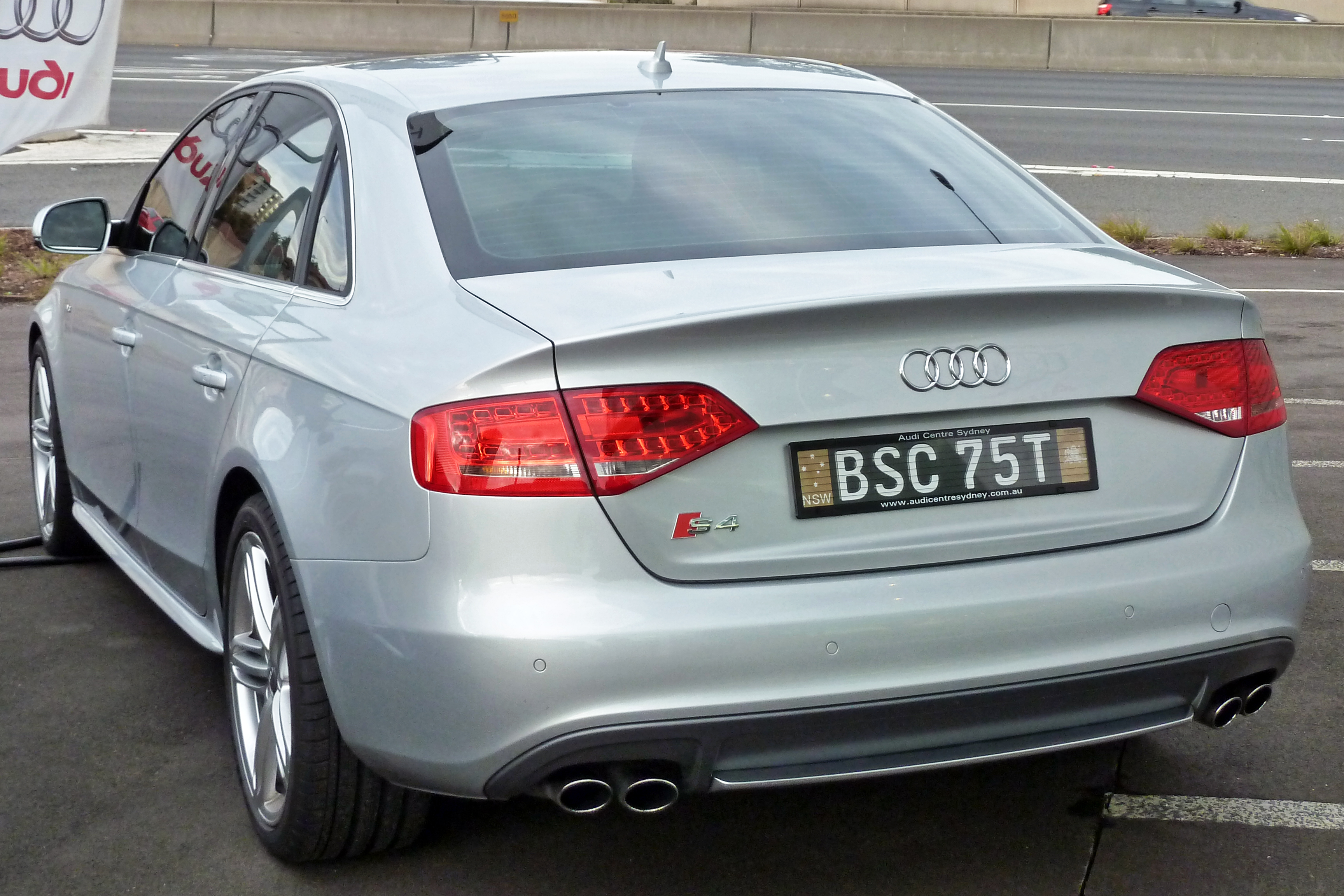
Tył Audi S4 B8

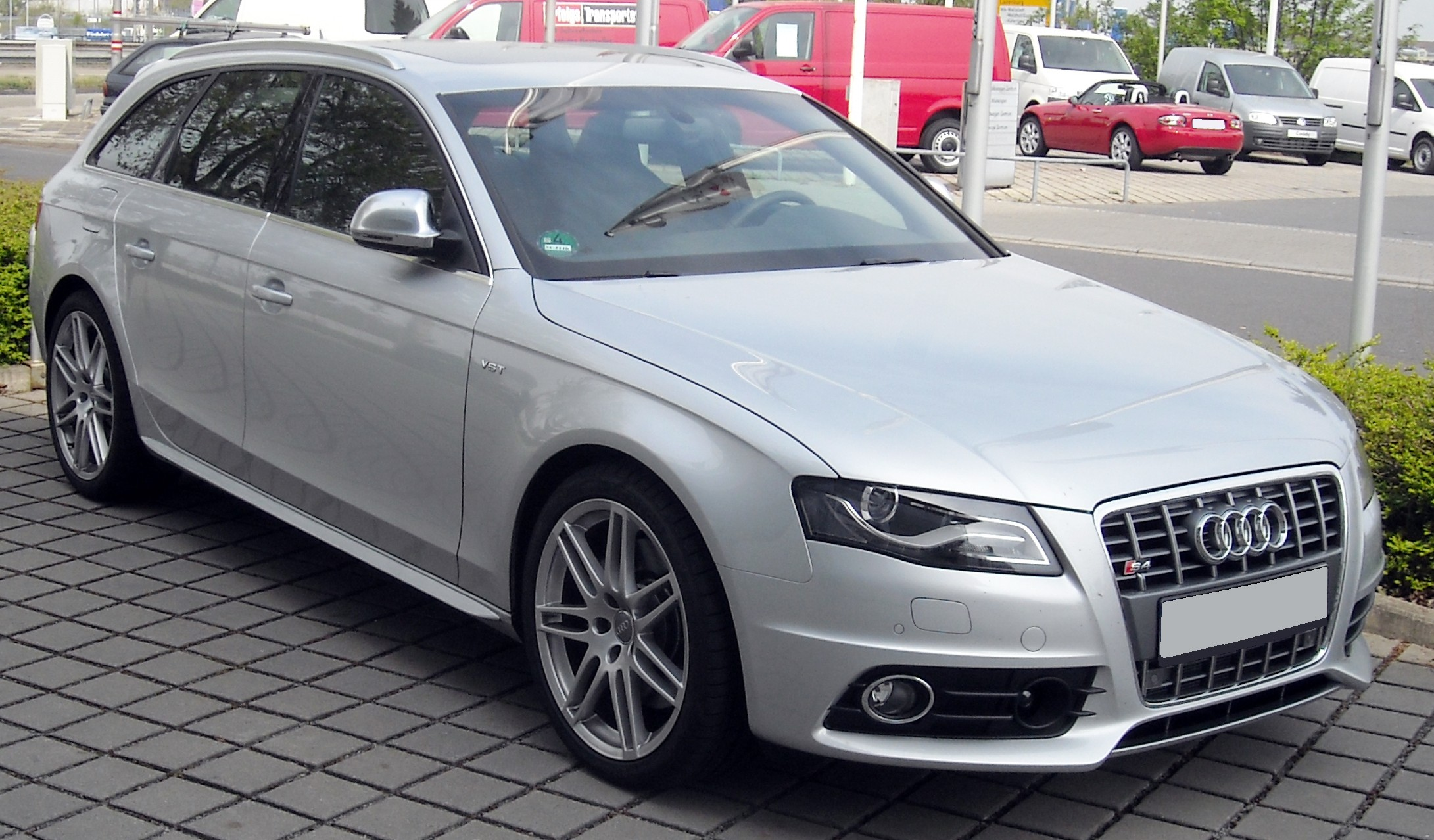
Audi S4 B8 Avant

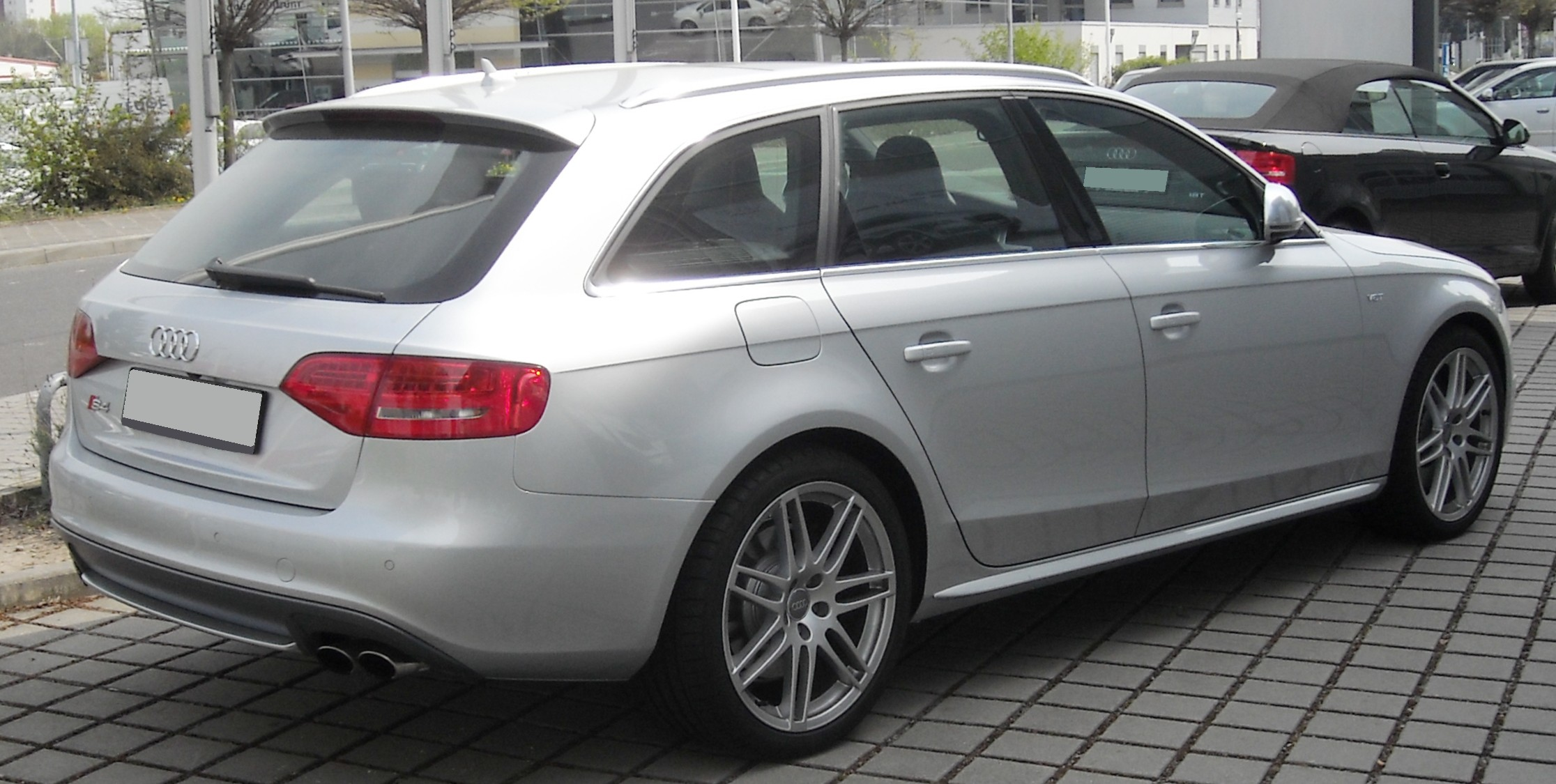
Tył S4 B8 Avant

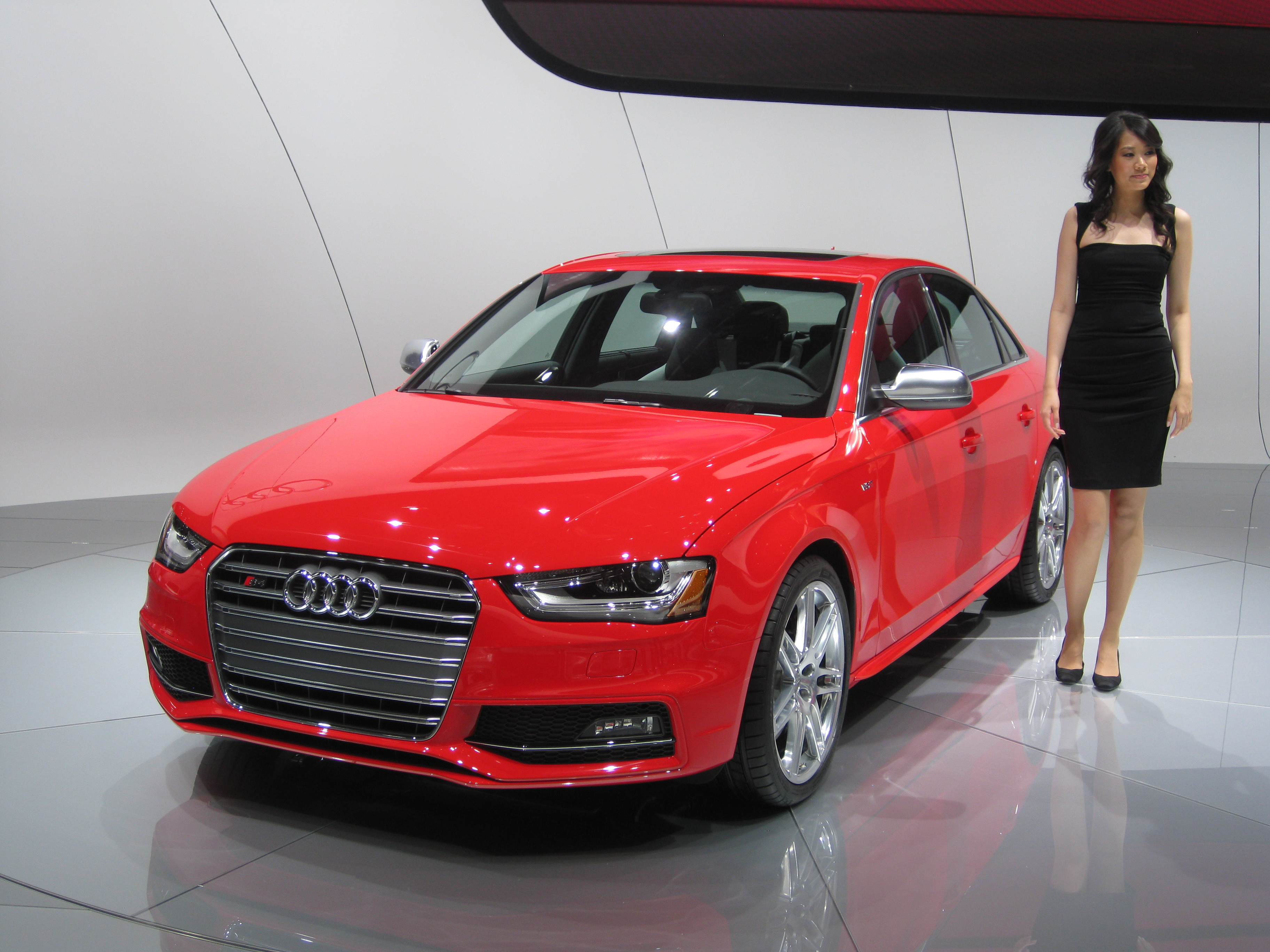
Audi S4 B8 po liftingu

Audi S4 B8 S4 B8 zaprezentowane zostało we Frankfurcie w 2009r,produkcja generacji trwała do 2015 r. Wariant podwozia to 4-drzwiowy sedan oraz 5-drzwiowy avant. Jednostka napędowa w układzie V6 o łącznej pojemności skokowej 2.995 ccm3 „T” FSI wielki projekt silnika nowej generacji, wymienia sztandarowy model V8 4.2FSI oraz wszystkie benzynowe V6stki. Pierwszy silnik od Audi doładowany kompresorem Rootsa a nazwany TFSI.

### Dane techniczne

#### Silnik
- V6 3,0 l (2995 cm³),ułożenie V 90°, 24V DOHC doładowanie silnika -kompresor mechaniczny (Roots)
- Układ zasilania: wtrysk FSI
- Średnica cylindra × skok tłoka: 84,50 × 89,00 mm
- Stopień sprężania: 10,5:1
- Maksymalna moc deklarowana: 333 KM (244 kW) przy 5500-7000 obr./min.
- Maksymalny moment obrotowy: 440 N·m przy 2900-5300 obr./min

#### Osiągi
- Przyspieszenie 0–100 km/h:4,9-5,1 s
- Prędkość maksymalna: ~265 km/h